# Oben am jungen Rhein

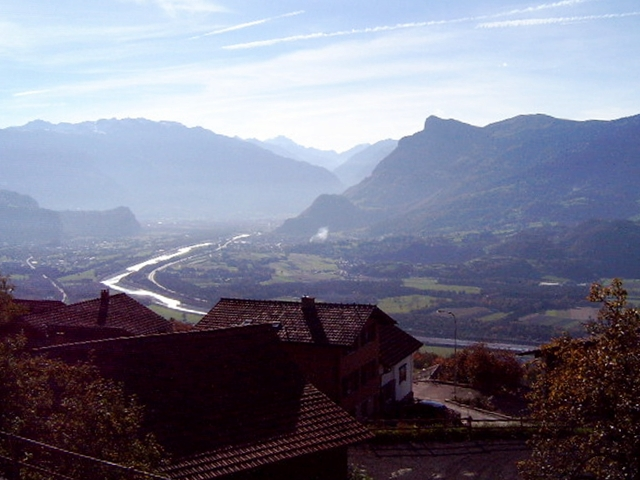
«Junger Rhein» von Triesenberg in Liechtenstein betrachtet

Oben am jungen Rhein ist die Nationalhymne Liechtensteins.

## Geschichte
Ihre heutige Form erhielt die Nationalhymne Liechtensteins 1963, als das schon seit Ende des 19. Jahrhunderts als Hymne dienende Lied Oben am deutschen Rhein durch Ersetzen von auf Deutsch bzw. Deutschland verweisende Textstellen geändert wurde.
Der Originaltext wurde in den 1850er-Jahren von Jakob Josef Jauch (1802–1859) geschrieben. Als Melodie wird die der Nationalhymne des Vereinigten Königreichs (God Save the King) verwendet. Die erste nachweisbare Aufführung vor großem Publikum erfolgte bei der Eröffnung der Landesausstellung 1895 in Vaduz, und damals scheint die Hymne schon recht bekannt gewesen zu sein.
Versuche, aus dem Text den Begriff «deutsch» zu streichen, gab es seit 1918. Sie stießen zunächst noch auf Widerstände und bis in die 1940er-Jahre waren die reformierte und die Originalversion umstritten. Trotz erneuter Anläufe gleich nach dem Zweiten Weltkrieg wurden erst 1963 auch offiziell die Bezüge auf Deutschland entfernt: aus «am deutschen Rhein» wurde «am jungen Rhein», und «im deutschen Vaterland» wurde zu «das teure Vaterland». Die zweite Originalstrophe mit «Auf Deutschlands Wacht» hat kein Gegenstück in der aktuellen Hymne.
Es ist Brauch, beim Ertönen der Zeile «Hoch leb’ der Fürst vom Land» und «Hoch unser Vaterland» den rechten Arm senkrecht in die Höhe zu strecken. Da dies aber dem Hitlergruss ähnlich sehen kann, wird das Ausstrecken des Armes heute von vielen nicht mehr praktiziert.

## Text
Text: Jakob Joseph Jauch (1802–1859) geschrieben 1850, Melodie: «God save the King».
| Originaltext (1920–1963) | Text (seit 1963) |
| --- | --- |
| Oben am deutschen Rhein Lehnet sich Liechtenstein An Alpenhöh’n. Dies liebe Heimatland Im deutschen Vaterland Hat Gottes weise Hand Für uns erseh’n. Wo einst St. Lucien Frieden nach Rhätien Hineingebracht. Dort an dem Grenzenstein Und längs dem jungen Rhein Steht furchtlos Liechtenstein Auf Deutschlands Wacht. Lieblich zur Sommerzeit Auf hoher Alpen Weid Schwebt Himmelsruh’. Wo frei die Gemse springt, Kühn sich der Adler schwingt, Der Senn das Ave singt Der Heimat zu. Von grünen Felsenhöh’n Freundlich ist es zu seh’n Mit einem Blick: Wie des Rheins Silberband Säumet das schöne Land Ein kleines Vaterland Vom stillen Glück. Hoch lebe Liechtenstein, Blühend am deutschen Rhein, Glücklich und treu. Hoch leb’ der Fürst vom Land, Hoch unser Vaterland, Durch Bruderliebe Band Vereint und frei. | Oben am jungen Rhein Lehnet sich Liechtenstein An Alpenhöh’n. Dies liebe Heimatland, Das teure Vaterland, Hat Gottes weise Hand Für uns erseh’n. Hoch lebe Liechtenstein Blühend am jungen Rhein, Glücklich und treu. Hoch leb’ der Fürst vom Land, Hoch unser Vaterland, Durch Bruderliebe Band Vereint und frei. |